# Bandbon-e Qāsemābād
Bandbon-e Qāsemābād (persiska: بندبن قاسم آباد) är en ort i Iran.   Den ligger i provinsen Gilan, i den norra delen av landet, 170 km nordväst om huvudstaden Teheran. Bandbon-e Qāsemābād ligger 15 meter över havet och antalet invånare är 553.
Terrängen runt Bandbon-e Qāsemābād är varierad. Runt Bandbon-e Qāsemābād är det ganska tätbefolkat, med 129 invånare per kvadratkilometer. Närmaste större samhälle är Rūdsar, 19,8 km nordväst om Bandbon-e Qāsemābād. I omgivningarna runt Bandbon-e Qāsemābād växer i huvudsak blandskog.